# Saint-Nic
Saint-Nic település Franciaországban, Finistère megyében. Lakosainak száma 756 fő (2022. január 1.). Saint-Nic Argol, Dinéault, Plomodiern és Trégarvan községekkel határos.

## Népesség
A település népessége az elmúlt években az alábbi módon változott:
| Lakosok száma | 898  | 728  | 709  | 740  | 757  | 774  | 773  | 760  | 754  | 756  |
|               | 1968 | 1982 | 1990 | 2006 | 2013 | 2015 | 2017 | 2019 | 2020 | 2022 |